# Porroglossum
Porroglossum é um género botânico pertencente à família das orquídeas (Orchidaceae).

## Espécies dePorroglossum
1. Porroglossum actrix Luer & R.Escobar, Monogr. Syst. Bot. Missouri Bot. Gard. 39: 152 (1991)
2. Porroglossum agile Luer, Phytologia 46: 374 (1980)
3. Porroglossum amethystinum (Rchb.f.) Garay, Bot. Mus. Leafl. 21: 251 (1967)
4. Porroglossum andreettae Luer, Phytologia 46: 375 (1980)
5. Porroglossum aureum Luer, Phytologia 46: 376 (1980)
6. Porroglossum condylosepalum H.R.Sweet, Orquideologia 10: 212 (1975)
7. Porroglossum dactylum Luer, Monogr. Syst. Bot. Missouri Bot. Gard. 26: 108 (1988)
8. Porroglossum dalstroemii Luer, Monogr. Syst. Bot. Missouri Bot. Gard. 24: 44 (1987)
9. Porroglossum dreisei Luer & Andreetta, Monogr. Syst. Bot. Missouri Bot. Gard. 39: 154 (1991)
10. Porroglossum echidna (Rchb.f.) Garay, Svensk Bot. Tidskr. 47: 201 (1953)
11. Porroglossum eduardi (Rchb.f.) H.R.Sweet, Amer. Orchid Soc. Bull. 41: 519 (1972)
12. Porroglossum gerritsenianum Luer & R.Parsons, Monogr. Syst. Bot. Missouri Bot. Gard. 120: 147 (2010)
13. Porroglossum hirtzii Luer, Monogr. Syst. Bot. Missouri Bot. Gard. 24: 550 (1987)
14. Porroglossum hoeijeri Luer, Orchideer 6: 7 (1985)
15. Porroglossum hystrix Luer, Monogr. Syst. Bot. Missouri Bot. Gard. 26: 110 (1988)
16. Porroglossum jesupiae Luer, Monogr. Syst. Bot. Missouri Bot. Gard. 31: 124 (1989)
17. Porroglossum josei Luer, Monogr. Syst. Bot. Missouri Bot. Gard. 57: 114 (1995)
18. Porroglossum lorenae Luer, Monogr. Syst. Bot. Missouri Bot. Gard. 95: 239 (2004)
19. Porroglossum lycinum Luer, Phytologia 46: 377 (1980)
20. Porroglossum marniae Luer, Monogr. Syst. Bot. Missouri Bot. Gard. 105: 253 (2006)
21. Porroglossum meridionale P.Ortiz, Orquideologia 11: 224 (1976 publ. 1977)
22. Porroglossum merinoi Pupulin & A.Doucette, Lankesteriana 9: 462 (2010)
23. Porroglossum miguelangelii G.Merino, A.Doucette & Pupulin, Lankesteriana 9: 460 (2010)
24. Porroglossum mordax (Rchb.f.) H.R.Sweet, Orquideologia 5: 166 (1970)
25. Porroglossum muscosum (Rchb.f.) Schltr., Repert. Spec. Nov. Regni Veg. Beih. 7: 83 (1920)
26. Porroglossum nutibara Luer & R.Escobar, Monogr. Syst. Bot. Missouri Bot. Gard. 24: 66 (1987)
27. Porroglossum olivaceum H.R.Sweet, Orquideologia 5: 167 (1970)
28. Porroglossum oversteegenianum Luer & Sijm, Monogr. Syst. Bot. Missouri Bot. Gard. 120: 147 (2010)
29. Porroglossum parsonsii Luer, Monogr. Syst. Bot. Missouri Bot. Gard. 105: 253 (2006)
30. Porroglossum peruvianum H.R.Sweet, Amer. Orchid Soc. Bull. 42: 221 (1973)
31. Porroglossum porphyreum G.Merino, A.Doucette & Pupulin, Lankesteriana 9: 465 (2010)
32. Porroglossum portillae Luer & Andreetta, Phytologia 47: 81 (1980)
33. Porroglossum procul Luer & R.Vásquez, Phytologia 46: 378 (1980)
34. Porroglossum rodrigoi H.R.Sweet, Orquideologia 9: 129 (1974)
35. Porroglossum schramii Luer, Phytologia 46: 379 (1980)
36. Porroglossum sergii P.Ortiz, Orquideologia 10: 251 (1975)
37. Porroglossum sijmii Luer, Monogr. Syst. Bot. Missouri Bot. Gard. 105: 254 (2006)
38. Porroglossum taylorianum Luer, Phytologia 46: 380 (1980)
39. Porroglossum teaguei Luer, Phytologia 46: 381 (1980)
40. Porroglossum teretilabia Luer & Teague, Monogr. Syst. Bot. Missouri Bot. Gard. 39: 256 (1991)
41. Porroglossum tokachii Luer, Monogr. Syst. Bot. Missouri Bot. Gard. 52: 134 (1994)
42. Porroglossum tripollex Luer, Monogr. Syst. Bot. Missouri Bot. Gard. 72: 114 (1998)
43. Porroglossum uxorium Luer, Phytologia 46: 381 (1980)